# Liestal
Liestal (ˈliə̯ʃd̥l̩ , alemão: [ˈliːstal] padrão alemão: [ˈliːstal]), anteriormente denominada Liesthal, é a capital do Distrito de Liestal e o cantão de Basel-Landschaft, na Suíça, 17 quilômetros (11 mi) ao sul de Basileia.
Liestal é uma velha cidade industrial com rua de paralelepípedos.
A língua oficial da Liestal é (a variedade suíça de padrão) alemã.

## História
O nome Liestal foi mencionado pela primeira vez em 1225, e o acordo data pelo menos da época romana. O desenvolvimento da cidade deve-se à sua localização estratégica na estrada entre a primeira ponte sobre o Reno, na Basileia, e o St. Gotthard Pass.
Cidadãos de Liestal participaram das Guerras da Borgonha em 1476 e 1477 contra Carlos, o Negrito. Em 1501, o prefeito jurou lealdade à Confederação Suíça, e isso causou repetidos conflitos com o vizinho Rheinfelden, que pertencia aos Habsburgos.
No século XVII, Liestal se rebelou contra a Basileia como parte da Rebelião dos Agricultores e foi ocupado por tropas daquela cidade. Três líderes da rebelião foram decapitados em Basileia.
Em 1789, a cidade saudou com entusiasmo o apelo francês por liberdade e igualdade. Celebrou Napoleão, quando viajou pela cidade em 1797. Após sua queda, a sujeição anterior a Basileia foi restabelecida.
A Revolução Francesa de Julho de 1830 também causou revolta em Liestal. Um governo provisório foi estabelecido e a cidade foi escolhida como capital de um novo cantão em 17 de março de 1832.

## Geografia
Liestal tem uma área, desde 2009, de 18,19 quilômetro quadrados (7,02 sq mi). Dessa área, 2,99 quilômetro quadrados (1,15 sq mi) ou 16,4% é utilizado para fins agrícolas, enquanto 10,68 quilômetro quadrados (4,12 sq mi) ou 58,7% é florestal. Do resto da terra, 4,35 quilômetro quadrados (1,68 sq mi) ou de 23,9% se se (edifícios ou estradas), 0,1 quilômetro quadrados (25 acre(s)s) ou 0,5% são rios ou lagos e 0,03 quilômetro quadrados (7,4 acre(s)s) ou 0,2% são terras improdutivas.
Da área construída, os edifícios industriais representavam 2,6% da área total, enquanto as habitações e edifícios representavam 12,1% e a infraestrutura de transporte, 5,7%. A infraestrutura de energia e água, bem como outras áreas especiais desenvolvidas, representavam 1,6% da área, enquanto os parques, cinturões verdes e campos esportivos representavam 1,8%. Fora da área florestal, 57,1% da área total é fortemente arborizada e 1,6% é coberta por pomares ou pequenos aglomerados de árvores. Das terras agrícolas, 6,7% são utilizadas para o cultivo e 8,0% são pastagens, enquanto 1,8% é usado para pomares ou vinhas. Da água do município, 0,2% está em lagos e 0,3% em rios e córregos.
O município é a capital do cantão Basel-Country. A cidade velha está situado em um afloramento rochoso entre os rios Ergolz e Orisbach e entre Basel e as Montanhas Jura. A cidade é em forma de leque, composta por uma ampla rua principal (Gassenmarkt) e duas ruas laterais. No século XVIII, pequenos subúrbios se desenvolveram em torno dos portões mais baixos e altos da cidade. No século XVII, o distrito comercial de Gestadeck se desenvolveu ao longo do canal.

## Brasão
O brasoneamento do brasão de armas municipal é Per fess Argent, a crozier issuant Gules, and Gules.

## Dados demográficos
Liestal tem uma população (desde junho de 2018) de 14,303. Desde 2008, 23,8% da população são estrangeiros residentes. Nos últimos 10 anos (1997–2007), a população mudou a uma taxa de 7,7%.
A maioria da população (desde 2000) fala alemão (10.759 ou 83,2%), sendo o italiano o segundo mais comum (660 ou 5,1%) e o servo-croata em terceiro (276 ou 2,1%). Existem 122 pessoas que falam francês e 12 pessoas que falam romanche.
A partir de 2008, a distribuição por gênero da população foi de 49,3% do sexo masculino e 50,7% do feminino. A população era composta por 10.104 cidadãos suíços (74,6% da população) e 3.447 não-suíços (25,4%) Da população do município, 3.257 ou 25,2% nasceram em Liestal e moraram lá em 2000 . Havia 2.648 ou 20,5% que nasceram no mesmo cantão, enquanto 3.406 ou 26,3% nasceram em outro lugar na Suíça, e 3.129 ou 24,2% nasceram fora da Suíça.
Em 2008 houve 102 nascimentos vivos para cidadãos suíços e 44 nascimentos para cidadãos não suíços, e no mesmo período houve 109 mortes de cidadãos suíços e 7 mortes de cidadãos não suíços. Ignorando a imigração e a emigração, a população de cidadãos suíços diminuiu 7, enquanto a população estrangeira aumentou 37. Havia 5 homens suíços que emigraram da Suíça e 4 mulheres suíças que emigraram de volta para a Suíça. Ao mesmo tempo, havia 41 homens não suíços e 41 mulheres não suíças que emigraram de outro país para a Suíça. A mudança total da população suíça em 2008 (de todas as fontes, incluindo movimentos além das fronteiras municipais) foi um aumento de 80 e a população não suíça diminuiu em 36 pessoas. Isso representa uma taxa de crescimento populacional de 0,3%.
A distribuição etária, desde 2010, em Liestal é; 917 crianças ou 6,8% da população têm entre 0 e 6 anos e 1.827 adolescentes ou 13,5% entre 7 e 19. Da população adulta, 1.924 pessoas ou 14,2% da população têm entre 20 e 29 anos. 1.828 pessoas ou 13,5% estão entre 30 e 39, 2.137 pessoas ou 15,8% entre 40 e 49 e 2.705 pessoas ou 20,0% entre 50 e 64. A distribuição da população sênior é de 1.620 pessoas, ou 12,0% da população tem entre 65 e 79 anos e há 593 pessoas ou 4,4% com mais de 80 anos.

## População Histórica
A população histórica é apresentada no seguinte quadro: 

## Política
Nas eleições federais de 2007, o partido mais popular foi o SP, que recebeu 25,95% dos votos. Os três seguintes partidos mais populares foram o SVP (25,05%), o FDP (18,83%) e o Partido Verde (17,23%). Nas eleições federais, foram lançados 4.243 votos e a participação eleitoral foi de 49,8%.

## Religião

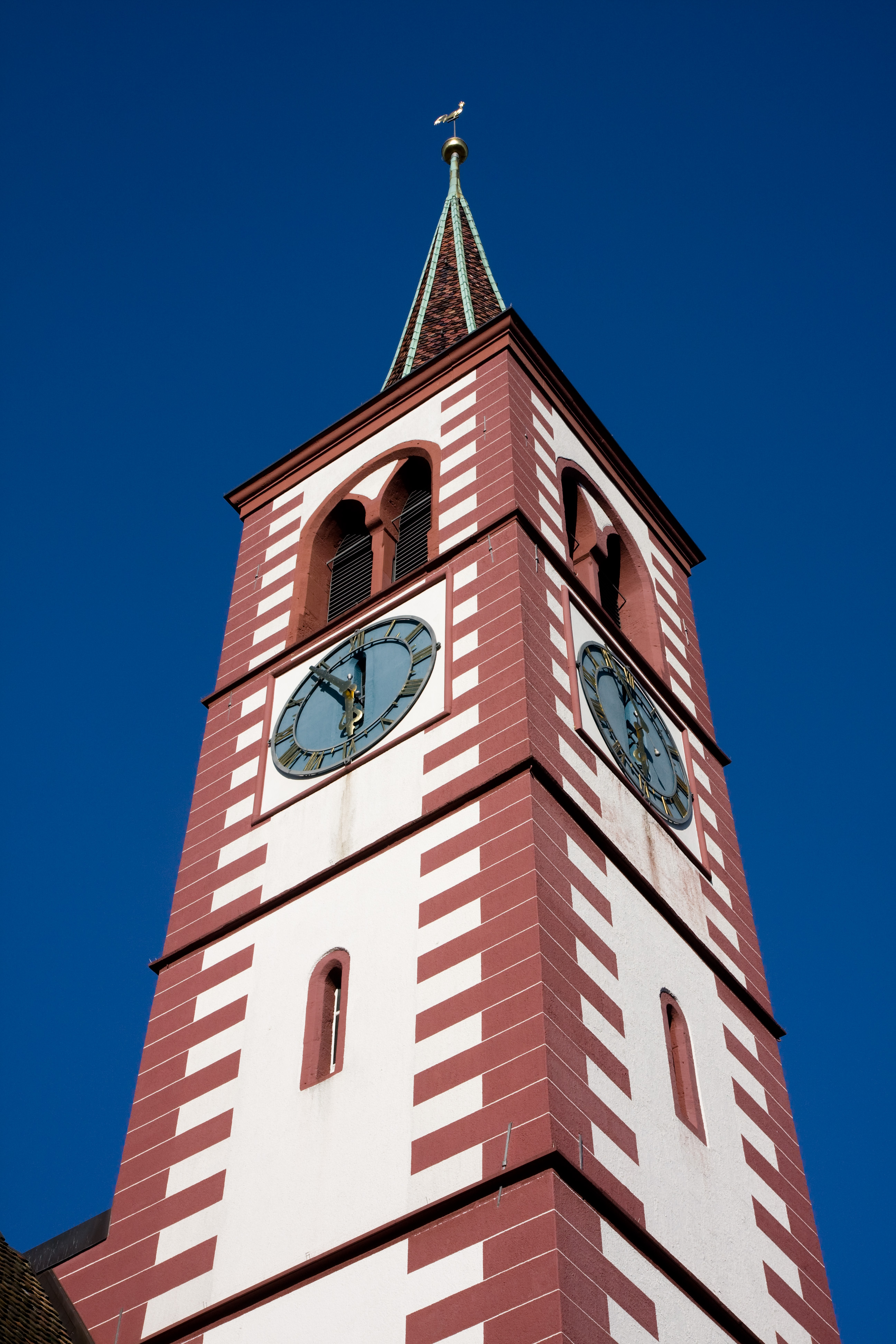
Torre da igreja da cidade de Liestal

Segundo o censo de 2000, 3.641 ou 28,2% eram católicos romanos, enquanto 5.626 ou 43,5% pertenciam à Igreja Reformada Suíça. Do resto da população, havia 261 membros de uma igreja ortodoxa (ou cerca de 2,02% da população), havia 36 indivíduos (ou cerca de 0,28% da população) que pertenciam à Igreja Católica Cristã e havia 383 indivíduos (ou cerca de 2,96% da população) que pertenciam a outra igreja cristã. Havia 8 indivíduos (ou cerca de 0,06% da população) que eram judeus e 699 (ou cerca de 5,41% da população) que eram islâmicos. Havia 31 indivíduos que eram budistas, 119 indivíduos que eram hindus e 30 indivíduos que pertenciam a outra igreja. 1.644 (ou cerca de 12,71% da população) não pertenciam a nenhuma igreja, são agnósticos ou ateus, e 452 indivíduos (ou cerca de 3,50% da população) não responderam à pergunta.

## Crime
Em 2014, a taxa de criminalidade, dos mais de 200 crimes listados no Código Penal Suíço (desde assassinato, roubo e agressão até aceitação de suborno e fraude eleitoral), em Liestal era de 73,2 por mil habitantes, um pouco acima da média nacional (64,6 por mil). No mesmo período, a taxa de crimes com drogas foi de 6,1 por mil habitantes. Essa taxa é 103,3% maior que a taxa do distrito, além disso, é 125,9% maior que a taxa do cantão; no entanto, devido às taxas mais baixas no distrito e no cantão, ainda é apenas 61,6% da taxa nacional. A taxa de violações das leis de imigração, vistos e permissão de trabalho foi de 1,7 por mil habitantes. Essa taxa é 88,9% maior que a do cantão, mas é apenas 34,7% da taxa para todo o país.

## Costumes

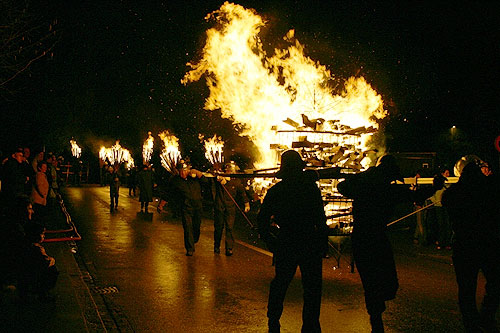
Chienbäse

No domingo à noite após o Mardi Gras, Chienbäse é comemorado com um desfile espetacular e fogueiras, das quais a celebração leva seu nome. A tradição remonta ao século XVI. Outras cidades do bairro também comemoram de maneira semelhante.
- Santichlaus-Ylüüte
- Banntag

## Transporte
A estação ferroviária de Liestal fica na linha principal de Hauenstein, na Ferrovia Federal Suíça, que liga Basileia e Olten. É servido por cinco trens por hora para Basileia, quatro trens por hora para Olten e trens por hora para Berna, Lucerna e Zurique. Vários trens por dia operam até Frankfurt e Berlim. A estação também é a junção e o término da ferrovia de bitola estreita de Waldenburg, que opera um serviço de trem de meia hora para Waldenburg.

O município também está localizado na rodovia A3, entre Basileia e Zurique. 